# Vana'diel
Vana’diel est le monde fictif où se situe l'action du jeu vidéo Final Fantasy XI.
Ce monde est divisé en zones appelées « régions ».
Le monde de Vana’diel contient de nombreuses villes et communes qui abritent les diverses races qui existent au sein de Final Fantasy XI. Les aventuriers commencent leurs quêtes en tant que citoyens de l’une des trois grandes nations : Bastok, San d’Oria ou Windurst. Finalement, ils se rendront dans les divers autres domaines tout au long de leur voyage.

## Races
Les races suivantes apparaissent dans Final Fantasy XI : Elvaan, Galka, Kuluu, Mithra, Tarutaru, Zilart.